# Svetlana Savitskaja
 Der er for få eller ingen kildehenvisninger i denne artikel, hvilket er et problem. Du kan hjælpe ved at angive troværdige kilder til de påstande, som fremføres i artiklen.

Svetlana Jevgenjevna Savitskaja (russisk: Светла́на Евге́ньевна Сави́цкая, tr. Svetlána Jevgénjevna Savítskaja; født 8. august 1948 i Moskva, Sovjetunionen) blev i 1982 den anden kvinde i rummet, 19 år efter Valentina Teresjkova. I alt har der kun været fem russiske kvinder i rummet frem til 2022.
Hun startede i 1980 på træningen som kosmonaut, og i 1984 blev hun den første kvinde på rumvandring. Savitskaja blev i 1993 pensioneret fra det russiske luftvåben med rang af major. Hun er i dag stadig medlem af det russiske kommunistparti.